# Casa Schleunig din Cluj-Napoca
Casa Schleunig este un monument istoric și de arhitectură situat în Piața Unirii din Cluj, la nr. 15-16. Edificiul servește drept sediu al protopopiatului romano-catolic de Cluj și al parohiei Bisericii Sf. Mihail. Clădirea poartă numele lui Gregorius Schleunig, care a fost pleban (paroh) al orașului între 1450-1481. Este clasat ca monument istoric, cod LMI CJ-II-m-B-07484.

## Descriere
Construcția este una din cele mai vechi clădiri ale orașului. Una din aripi a fost construită în anul 1450. În casa scărilor există o placă cu litere gotice care aduce informații asupra anului construcției. Deasupra portalului de la intrarea în clădire (unde este înscris anul 1799) se află un basorelief cu Sf. Mihail, operă a sculptorului Anton Schuchbauer. La etaj se află o altă placă (având inscripționat anul 1773), cu un basorelief care amintește vizita la Cluj a împăratului Iosif al II-lea, care a fost cazat în această clădire între 25-27 iunie 1773.

## Galerie de imagini

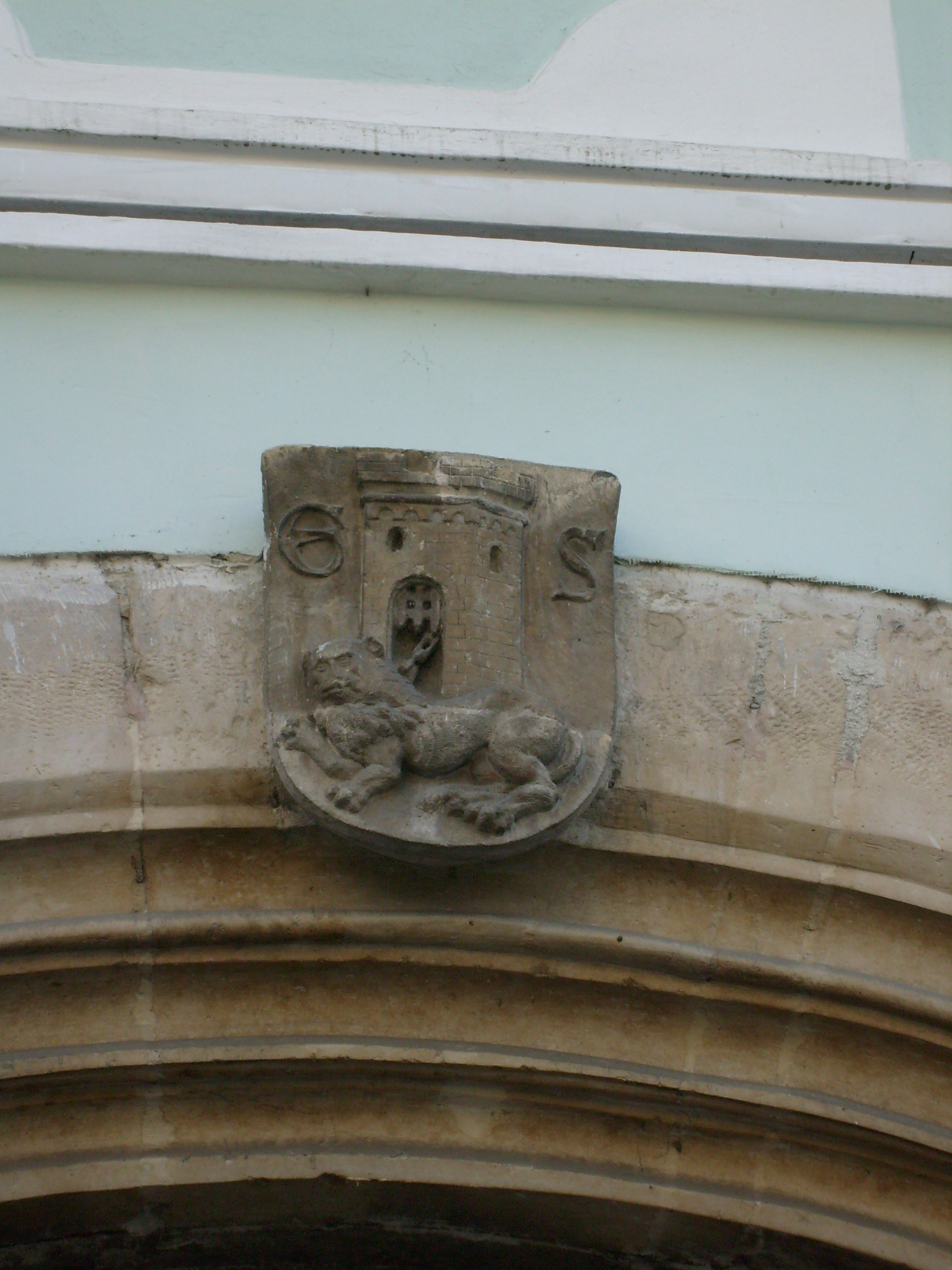
Blazonul plebanului Gregorius Schleunig, cu inițialele G.S. (secolul al XV-lea)